# وائل الحری
وائل الحری (انگلیسی: Wael Horri؛ زادهٔ ۲۰ مارس ۱۹۸۲) بازیکن هندبال اهل تونس است.